# 1er bataillon de volontaires du Morbihan
Le 1er bataillon des volontaires nationaux du Morbihan, du district de Vannes, était une unité militaire de l’armée française créé sous la Révolution française. Il fut également appelé plus simplement 1er bataillon du Morbihan.

## Création et différentes dénominations
Le 1er bataillon des Volontaires du Morbihan est formé à 8 compagnies et 1 compagnie de grenadiers du 27 au 29 septembre 1791 à Vannes.
- Compagnie de grenadiers
- 1re compagnie de Ploërmel
- 2e compagnie du Faouët et de Josselin
- 3e compagnie de Ploërmel, La Roche-Bernard et Rochefort
- 4e compagnie d'Hennebont
- 5e compagnie de Vannes
- 6e compagnie d'Hennebont, Vannes et Pontivy
- 7e compagnie de Ploërmel et Rochefort
- 8e compagnie de Pontivy

Lors de la première réorganisation le 10 mai 1794, le 1er bataillon de volontaires du Morbihan est amalgamé avec 
- le 1er bataillon du 31e régiment d'infanterie ci-devant Aunis et
- le 8e bataillon de volontaires de la Manche

pour former la 61e demi-brigade de première formation.

## Commandants
- Commandant Jean-Marie Debray qui est nommé lieutenant-colonel, le 27 août 1793

## Historique des garnisons, combats et batailles
La formule pour l’enrôlement est des plus simples : « Ce jourdhuy 30 juillet s'est présenté et a déclaré vouloir s'inscrire comme volontaire pour aller sur les frontières Julien Guinois, demeurant sur les douves du Mené, paroisse Saint-Pierre-Quiberon, le quel a déclaré ne savoir signer. »
Les premiers enrôlements des volontaires du district de Vannes datent du 21 juin 1791 et les derniers du 29 août 1792.
- 1er octobre 1791 : Le 1er bataillon des Volontaires du Morbihan est formé
- Début juin 1792, le bataillon est à Pontivy
- Le bataillon quitte Pontivy le 13 juin au matin pour l'île d'Aix, pour être envoyé en renfort à Saint-Domingue pour mater la Révolution haïtienne. Le régiment fait ainsi étape 
  - Le 13 juin au soir à Josselin,
  - Le 14 juin à Malestroit
  - Le 15 juin à Redon. La ville ne possédant pas d'arbre de la Liberté le régiment en plante un.
  - Le 16 juin à Blain où l'ensemble du bataillon ne peut loger « l'endroit étant trop petit » et ou un arbre de la Liberté est élevé.
  - Le 17 juin à Savenay où le bataillon rencontre des compagnies de volontaires de l'Aube avec lesquels ils dressent un arbre de la Liberté
  - Le 18 juin à Nantes où le bataillon séjourne
  - Le 7 juillet, le bataillon quitte Nantes et se rend à Paimbœuf
  - Le 9 juillet, 6 compagnies embarquent à Minden[1] sur la Louise et les 3 autres sur le Philenante.
  - Le 10 juillet, le bataillon reste en rade
  - Le 11 juillet, les 2 navires appareillent en direction de l'île d'Aix.
  - Le 12 juillet, après avoir essuyé un gros orage le bataillon, malade du mal de mer, débarque sur l'île d'Aix.
- Le 21 juillet un convoi d'environ 8 000 hommes, dont le 1er bataillon de volontaires du Morbihan, quitte l'île d'Aix.
- Le 17 septembre 1792 de très bonne heure, après 58 jours de traversée, le convoi arrive dans la rade du Cap. Le bataillon a interdiction de descendre à terre jusqu’au 21 septembre.
- À partir du 21 septembre, le régiment est déployé dans le département du Nord et à toutes les opérations contre les insurgés :
  - Les 3e et la 8e compagnies ainsi que les grenadiers prennent leurs campements à Petite-Anse[2].
  - Les 1re, 2e et 7e compagnies, prennent leurs campements à Saint-Michel[1].
  - Les 4e et 6e compagnies, prennent leurs campements à Bodin[1].
  - La 5e compagnie, prend son campement à Madeline[1],[3].
- Le 26 septembre 1792, un groupement composé des 1re, 2e, 4e et 8e compagnies accompagnées des détachements du régiment du Cap de 25 hommes, de Walsh également de 25 hommes, et deux pièces de canons avec 24 artilleurs prennent leurs quartiers à Clerisse[1],[4],[5].
- Le 28 septembre, le bataillon s'empare du Morne pelé et capture pièce de 8 aux esclaves noirs révoltés qui se réfugièrent du côté de la Tannerie. La position du Morne pelé occupait la crête d'un morne, entre le Dondon et la Grande-Rivière et servait de poste avancé au camp de la Tannerie et était gênante pour les troupes campées autour du Cap. Toutefois, au lieu de conserver ce poste qui dominait la plaine, le commandement militaire fit redescendre les troupes dans le camp, où, à peine rendus, ils eurent le désagrément de voir les Brigands[6] revenir et de nouveau s'établir sur le morne.
- Du 2 au 11 octobre, le groupement est harcelé toutes les nuits, par des fusillades sur les sentinelles tirées du milieu des champs de cannes à sucre. Une nuit, les esclaves noirs révoltés réussirent à s'introduire dans le camp blessant et tuant quelques soldats et volontaires.
- Le 11 octobre, le bataillon est relevé par quatre compagnies du régiment d'Orléans, 1 de Royal-Auvergne, un détachement de Walsh et 4 à 5 canonniers.
- En janvier 1793, le bataillon, avec des détachements de diverses troupes qui occupent le camp de Clerisse[4], attaque une nouvelle fois le Morne Pelé et prend de nouveau canons aux esclaves révoltés. Une nouvelle fois, au lieu de conserver le poste, le commandement militaire fit redescendre les troupes dans le camp. Les esclaves révoltés revinrent une nouvelle fois s'établir sur le morne.
- Toutefois les volontaires subissent toutes sortes de calamités durant cette guerre désastreuse. Ils sont bombardés par des boulets des pièces de 4 et attaqués presque toutes les nuits. Ils sont continuellement sur la défensive. Fatigués, ils sont en plus mal nourris, boivent du vin frelaté fait avec du bois de Campêche, et couchent en plein air et dorment habillés et chaussés. Toutefois les volontaires finissent par repousser les brigands dans les mornes laissant la plaine libre pendant un certain temps. La maladie fait alors des ravages et les hôpitaux sont encombrés de soldats. Au fur et à mesure, les volontaires rechignent à marcher pour porter secours aux postes avancés.
- Mi avril le bataillon est envoyé en garnison au Cap-Français.
- En mai le 1er bataillon fourni 29 hommes, sur les 400 envoyés, en renfort au 2e bataillon de volontaires du Morbihan en poste à Ouanaminthe proche de la frontière espagnole.
- Le 31 mai 1793, le commandant Jean-Marie Debray écrit : « de 536 hommes que nous étions, en arrivant, nous sommes réduits à 200, officiers compris dont 110 à l'hôpital. Depuis un mois, nous avons éprouvé 3 tremblements de terre des plus rigoureux. À l'un d'eux, un vase haut de 20 pieds, qui couronnait une fontaine publique, est tombé et a tué une négresse et blessé d'autres. La police a condamné plusieurs maisons. Il en est peu qui n'aient été couleuvrées ».
- Le 20 juin, le bataillon, avec le 2e bataillon de volontaires de l'Aisne, est chargé de prendre position dans l'Arsenal. César Galbaud-Dufort, le jeune, avec sa troupe, se présenta et demanda la permission, qui lui fut refusée, de prendre une pièce de 4 et deux obusiers. En fin de journée une quarantaine de dragons du 16e régiment vinrent renforcer le dispositif.
- Le matin du 21 juin, la centaine d'homme, chargée de défendre l'Arsenal est embarquée, car les « brigands[6] et les mulâtres massacraient tous les blancs, qu'ils rencontraient ».
- Du 20 au 22 juin lors de la bataille du Cap-français le bataillon ne compte plus que 191 hommes sur 538, dont 110 qui sont à l'hôpital, qui périront vraisemblablement lors de l'incendie et du pillage de la ville ou massacrés par les esclaves rebelles. La cinquantaine de soldats partis en renfort dans différents camps périront vraisemblablement durant les combats. Le commandant Debray avec son bataillon, réduit à 35 hommes et le drapeau du bataillon réussissent à embarquer à bord des navires la Louise et Les trois amis qui les transportent à Baltimore et à Norfolk aux États-Unis[7].
- Le 27 août 1793, le commandant Debray, est nommé lieutenant-colonel.
- En octobre 1793, à Baltimore, le 1er bataillon de volontaires du Morbihan embarque sur La Précieuse.
- Le 1er novembre 1793, le bataillon, réduit à 34 hommes, arrive à Brest.
- À Brest, les hommes de la garnison de l'Eole complètent le bataillon qui compte alors 72 hommes (40 fusiliers, 17 sous-officiers, 15 officiers). Le bataillon est alors chargé d'acheminer des canons à Dinan.
- De retour à Vannes le bataillon est réorganisé et complété pour prendre part à la guerre de Vendée.
- En décembre an II le bataillon, en route pour renforcer la virée de Galerne, est à Redon quand la nouvelle de la défaite des Vendéens à Savenay leur parvient. Le bataillon retourne dans le département du Morbihan pour être complété.
- Totalement complété au début de pluviôse An II, il est envoyé à Hennebont.
- À partir du 19 pluviôse (7 février) An II les désertions, des volontaires se multiplient.
- Le 1er ventôse (19 février) le bataillon quitte Hennebont et est dirigé sur Péronne.
- Le 12 ventôse (2 mars) il est à Rennes et prend la direction de Baguer-Pican, près de Dol. Les désertions se multiplient. Il ne reste qu’une quarantaine de fusils en état pour armer les 800 hommes restants.
- Le 1er germinal (21 mars), les 586 hommes restants sont envoyés au château-fort de Châteauneuf.
- Le 5 germinal (25 mars) le bataillon est à Pontorson.
- Le 15 germinal (4 avril) le 1er bataillon des volontaires nationaux du Morbihan est à Bayeux où il est réuni à un bataillon de Paris.
- En floréal, les volontaires réquisitionnés du district d'Auray ont tous déserté.
- À la fin de prairial, le bataillon est envoyé à Rocher de la Liberté puis à Carentan.
- Le 25 messidor (13 juillet), il est à Caen.
- Le 3 thermidor (21 juillet) il arrive à Dieppe
- Le 8 vendémiaire (29 septembre) an III le bataillon est signalé à Tinchebray.
- Le 16 vendémiaire (7 octobre) il est au camp de Saint-Cormier[1].
- Le 27 vendémiaire (18 octobre) il est à Ger
- Le 3 brumaire (24 octobre) il est signalé à Saint-Clément[1],
- Le 10 brumaire (31 octobre) il arrive à Barentan[1],
- Le 16 brumaire (6 novembre) il est à Bomer[1],
- Le 19 brumaire (9 novembre) le bataillon stationne à Domfront,
- Le 20 brumaire (10 novembre) il stationne à La Ferté-Macé,
- Le 26 brumaire (16 novembre) il est au camp de Mont-Aiguillon[1],
- Le 5 frimaire (25 novembre) il est au camp de Morgantin[1],
- Le 7 frimaire (27 novembre) il arrive à Tilleul[1]
- Le 27 nivôse (16 janvier) an III il est à Ernée.

Durant cette période le sort des volontaires ne s’est guère amélioré. Par une lettre en date du 30 nivôse (19 janvier) an III, le commandant Debray indique à l'adjudant général Fortin : « Tâche de nous procurer des souliers, tu ne saurais croire combien je souffre de voir mes pauvres volontaires, nu-pieds, au milieu des neiges ; c'est presque la totalité qui est ainsi. »
Lors de la première réorganisation le 10 mai 1794, le 1er bataillon de volontaires du Morbihan est amalgamé avec le 1er bataillon du 31e régiment d'infanterie ci-devant Aunis et le 8e bataillon de volontaires de la Manche pour former la 61e demi-brigade de première formation.
Lors de la seconde réorganisation le 12 septembre 1796, la 61e demi-brigade de ligne est amalgamée avec la 76e demi-brigade de première formation(2e bataillon du 38e régiment d'infanterie ci-devant Dauphiné, 10e bataillon de volontaires de la Seine-Inférieure et 9e bataillon des Fédérés), le 2e bataillon du 31e régiment d'infanterie ci-devant Aunis et le 5e bataillon des fédérés pour former  la 76e demi-brigade de deuxième formation qui deviendra par l'arrêté du 1er vendémiaire an XII, le 76e régiment d'infanterie de ligne